# Qin Kanying

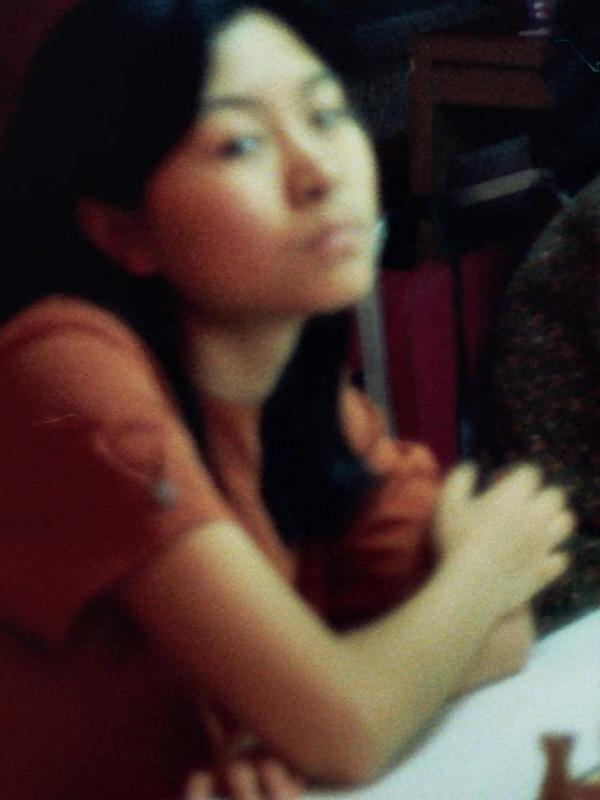
Qin Kanying in 1992

Qin Kanying (2 februari 1974) is een Chinese schaakster. Ze is sinds 1992 een FIDE grootmeester bij de vrouwen (WGM). Ze is voormalig verliezend finalist bij het wereldkampioenschap schaken voor vrouwen en ze was vijf keer dameskampioen van China. 

## Schaakcarrière
Qin Kanying leerde schaken op de lagere school. 
Ze won het dameskampioenschap van China in 1988, 1991, 1995, 1999 en 2004. 
Ze werd zesde op Interzonetoernooi voor vrouwen in 1991, in het kader van de cyclus om het wereldkampioenschap 1993 in Subotica, waarmee ze zich kwalificeerde voor het kandidatentoernooi in 1992, in Shanghai. In dat kandidatentoernooi, met 9 deelnemers, eindigde ze als vijfde. 
Op het wereldkampioenschap voor dames in 2000 werd Qin tweede, in de finale verloor ze van Xie Jun en op het FIDE wereldbekertoernooi werd ze in groep B tweede achter Wang Pin.
In 2000 bereikte Qin de finale van het wereldkampioenschap schaken voor vrouwen in New Delhi nadat ze achtereenvolgens won van Masha Klinova, Ketevan Arakhamia-Grant, Ketino Kachiani, Corina Peptan en Alisa Marić. In de finale ontmoette ze verdedigend kampioene Xie Jun, die haar titel behield door de vier partijen bestaande match te winnen met 2½-1½. Eveneens in 2000, werd Qin tweede op het Aziatisch vrouwenkampioenschap in Udaipur.
Qin speelde in 1990, 1992 en 1994 in het Chinese team op de Schaakolympiade voor vrouwen, waarbij het team steeds de bronzen medaille won. In de Olympiade van 1992 won Qin ook de individuele bronzen medaille vanwege haar score 77,3% (+6 =5 –0) aan het derde bord.

## Persoonlijk leven
Qin is getrouwd met GM Peng Xiaomin; hij is ook haar trainer.

## Partij
De volgende partij werd gespeeld tijdens het kampioenschap van China 2001 door Lu Yanjing en Qin Kanying.

De opening is het koningsgambiet, code C34.

1.e4 e5 2.f4 exf4 3.Pf3 Pe7 4.Lc4 d5 5.exd5 Pxd5 6.0-0 Le7 7.d4 Le6 8.Lb3 0-0 9.Pc3 c5 10.Pe2 Pd7 11.c4 Pe3 12.Lxe3 fxe3 13.d5 Lg4 14.h3 Lxf3 15.Txf3 Lg5 16.Pc3 f5 17.d6 Kh8 18.Dd5 f4 19.Pe4 Lh4 20.Ld1 Pf6 21.Dxb7 Tb8 22.De7 Pxe4 23.Dxe4 Dxd6 24.Dc2 Dd4 25.Le2 Txb2 26.Dd1 Txe2 27.Dxe2 Dxa1+ 28.Tf1 De5 29.Tf3 Lf2+ 30.Kh2 Da1 (diagram) (0-1)